# Scotty's Castle
Scotty's Castle, ook Death Valley Ranch genoemd, is een villa in de Grapevine Mountains in het noorden van de Death Valley in de Amerikaanse staat Californië. Het gebouw in Mission en Spanish Colonial Revival-architectuur is geen echt kasteel en behoorde nooit toe aan "Scotty". Het hele complex staat genoteerd op het National Register of Historic Places als het Death Valley Scotty Historic District.

## Geschiedenis
Walter Scott was een prospector en oplichter die mensen liet investeren in onbestaande goudmijnen. Een van zijn slachtoffers was Albert Johnson, een miljonair uit Chicago. Toen Johnson erachter kwam dat de mijn bedrog was, vergaf hij Scott en werden ze goeie vrienden. Johnson kocht de Staininger Ranch in Grapevine Canyon, in de Death Valley, en begon er rond 1922 een villa voor zichzelf en zijn echtgenote te bouwen. In 1925 werden er enkele specialisten, waaronder architect Martin Dubovay, ingeschakeld om het huis beter en mooier te maken. Bessie, Johnsons echtgenote, noemde het resultaat "old Provincial Spanish". De gebouwen vertonen Spaanse, Mexicaanse en mediterrane invloeden. De bouw kostte tussen 1,5 en 2,5 miljoen dollar.
In 1931 werden de projecten stilgelegd door de gevolgen van de Grote Depressie. In datzelfde jaar kwam Johnson erachter dat hij het kasteel op land had gebouwd dat niet echt van hem was, maar van de overheid. Toen die fout in 1935 werd rechtgezet, was het al te laat om de werken verder te zetten: Johnsons verzekeringsmaatschappij was in 1933 failliet gegaan. Om rond te komen, verhuurden de Johnsons kamers aan bezoekers. Ze hoopten dat de National Park Service de villa zou kopen, wat het agentschap ook deed in 1970. In zijn testament schonk Johnson het kasteel aan de Gospel Foundation, op voorwaarde dat Scott er kon blijven wonen. Scott stierf in 1954 en ligt op de heuvel achter Scotty's Castle begraven.
De National Park Service organiseert gegidste bezoeken aan Scotty's Castle, waarbij de parkrangers gekleed zijn in de stijl van de jaren 30. Vermeldenswaardig is de muziekkamer waar een orgel wordt bespeeld dat werkt op waterdruk van de bron. Er worden nu nog regelmatig concerten georganiseerd waarbij de bezoekers geheel in stijl gekleed zijn.